# الطريق إلى مستشفى المجانين (فلم)
الطريق إلى مستشفى المجانين هو فيلم مصري، تدور أحداثه حول كامل أمينا الذي يعمل لأحد المخازن بالريف، ويمارس عمله بالشرف والأمانة باعتباره شخصية مستقيمة، ولكنه يفاجأ بنقص حاد في عهدة القمح من المخزن، ويتهم ظلما بتبديده ليصاب بالانهيار ويتوجه إلى القاهرة للعلاج. يلتقى كامل بهدى المرشدة السياحية الجميلة، ويخفق لها قلبه بالحب خاصة وأنها أصبحت بلا رجل وتتفرغ لتربية طلفها الصغير، كما يستأجر حجرة في بنسيون تملكه زينه، ليفاجأ بان هدى من نزلاء نفس البنسيون لتنمو علاقة الصداقة إلى حب.. يؤكد الطبيب المعالج سلامة عقل كامل، لكنه يتهم ظلما في جريمة قتل، ويتم القبض عليه لمحاكمته حتى يكاد أن يفقد عقله، ويقرر الهروب من السجن لإثبات براءته.. تكشف الأحداث أن هناك مجرمًا خطيرا يشبه كامل وينتحل شخصيته للقيام بجرائم عديدة كالسرقة والقتل، وينتهز المجرم فرصة سجن كامل وهروبه ليتردد على زينة التي تشك في أمره، كما يتصل بهدى ويطلب موعدا معها يحاول خلاله الاعتداء عليها. وفي هذه اللحظة تصل زينة ومعها رجال الشرطة للقبض عليه ليحاكم على جرائمه السابقة.. يحصل كامل على البراءة ويعود إليه صوابه، ويزول سوء الفهم بينه وبين هدى ليبدأ صفحة جديدة.
إخراج: ناصر حسين
سناريو وحوار: ناصر حسين
طاقم العمل: سعيد صالح، سامي العادل، فؤاد خليل، ماجد نور الدين...

## وصلات خارجية
- مقالات تستعمل روابط فنية بلا صلة مع ويكي بيانات